# US Open 2017 - Doppio femminile in carrozzina
Jiske Griffioen e Aniek van Koot erano le detentrici del torneo, ma Griffioen ha deciso di non partecipare. Van Koot ha partecipato insieme a Dana Mathewson, ma hanno perso in finale contro Marjolein Buis e Diede de Groot con il punteggio di 4-6, 3-6.

## Teste di serie
1. Marjolein Buis /  Diede de Groot (campionesse)

1. Yui Kamiji /  Lucy Shuker (semifinale)

## Tabellone

### Legenda
| - Q = Qualificato - WC = Wild card - LL = Lucky loser | - ALT = Alternate - SE = Special Exempt - PR = Protected Ranking | - w/o = Walkover - r = Ritirato - d = Squalificato |

|  | Semifinali | Semifinali                           | Semifinali                           | Semifinali | Semifinali |  |  | Finale | Finale                        | Finale                        | Finale | Finale |  |
|  |            |                                      |                                      |            |            |  |  |        |                               |                               |        |        |  |
|  | 1          | Marjolein Buis Diede de Groot        | Marjolein Buis Diede de Groot        | 6          | 6          |  |  |        |                               |                               |        |        |  |
|  |            | Sabine Ellerbrock Kgothatso Montjane | Sabine Ellerbrock Kgothatso Montjane | 3          | 2          |  |  | 1      | Marjolein Buis Diede de Groot | Marjolein Buis Diede de Groot | 6      | 6      |  |
|  |            | Dana Mathewson Aniek van Koot        | 0                                    | 6          | [10]       |  |  |        | Dana Mathewson Aniek van Koot | Dana Mathewson Aniek van Koot | 4      | 3      |  |
|  | 2          | Yui Kamiji Lucy Shuker               | 6                                    | 4          | [5]        |  |  |        |                               |                               |        |        |  |